# Суриков Іван Захарович
Суриков Іван Захарович (25 березня [6 квітня] 1841 — 24 квітня [6 травня] 1880) — російський поет, представник «селянського» напряму в російській літературі, автор хрестоматійного вірша «Дитинство». Інший його вірш «В степу» в народній переробці став популярною піснею «Степ та степ навкруг». На його вірші П. І. Чайковський написав романс «Я ли в поле да ни травушка была».
Народився в сім'ї оброчного кріпосного графа Шереметєва. Деякий час жив в селі Углицького повіту Ярославської губернії, потім навесні 1849 року (у 8 років) разом з матір'ю переїхав до Москви, де його батько працював прикажчиком в овочевій лавці, а потім відкрив власну овочеву лавку на Ординці.

Допомагав батькові в роботі, паралельно навчився грамоті у двох сестер-богомолок з купецької сім'ї, багато читав — спочатку, в основному, житія святих (за якими його вчили). Він натрапив також на кілька романсів Мерзлякова, пісень Циганова і байок Дмитрієва та за читанням цих віршів, за власним зізнанням, вперше сам відчув неясний потяг до поезії. Дуже рано почав писати вірші, але його перші поетичні спроби не дійшли до нас — автор знищив їх.
На початку 1860-х років поет О. М. Плещеєв допоміг молодому Сурикову опублікувати вірші в журналі «Развлечение», потім пішли публікації в таких виданнях, як «Недільне дозвілля», «Ілюстрована газета», «Дело», «Вітчизняні записки», «Сім'я і школа», «Виховання і навчання».
У 1871 році у Сурикова виходить перша власна поетична збірка. У 1875 і 1877 роках ще дві. Тоді ж його обирають членом московського Товариства любителів російської словесності.
У ці ж роки Суриков організовує літературно-музичний гурток, мета якого — допомагати письменникам і поетам з народу, перш за все селянам. У 1872 році вони випустили альманах «Світанок».